# Boba Blagojević
Boba Blagojević, serb. Боба Благојевић (ur. 8 stycznia 1947 w Belgradzie, zm. 21 marca 2000) – serbska pisarka.

## Życiorys
Była córką ambasadora. Studiowała reżyserię filmową i teatralną. Mieszkała w Belgradzie, Oslo i Londynie.
Po polsku ukazała się jej książka „Wszystkie zwierzęta, które są z tobą”, za którą w 1975 otrzymała nagrodę wydawnictwa Nolit.
Jej mężem był reżyser, aktor i wykładowca Predrag Bajčetić.
Pochowana w Drinie.